# 王曼力
王曼力（1932年—），女，黑龙江哈尔滨人，中国舞蹈编导，曾任沈阳军区前进歌舞团演员、编导、编导室主任。